# Coccophagus desertus
Coccophagus desertus är en stekelart som beskrevs av Sugonjaev och Svetlana N. Myartseva 1984. Coccophagus desertus ingår i släktet Coccophagus och familjen växtlussteklar.
Artens utbredningsområde är Turkmenistan. Inga underarter finns listade i Catalogue of Life.